# Quinten Massijs (I)

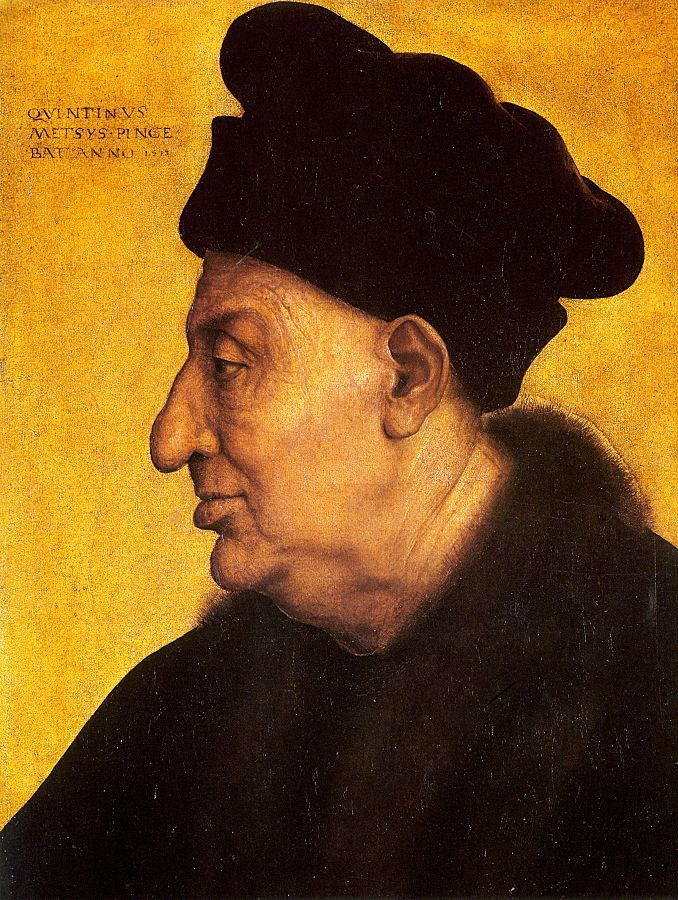
Portret van een oude man in profiel, 1513, Musée Jacquemart-André, Parijs

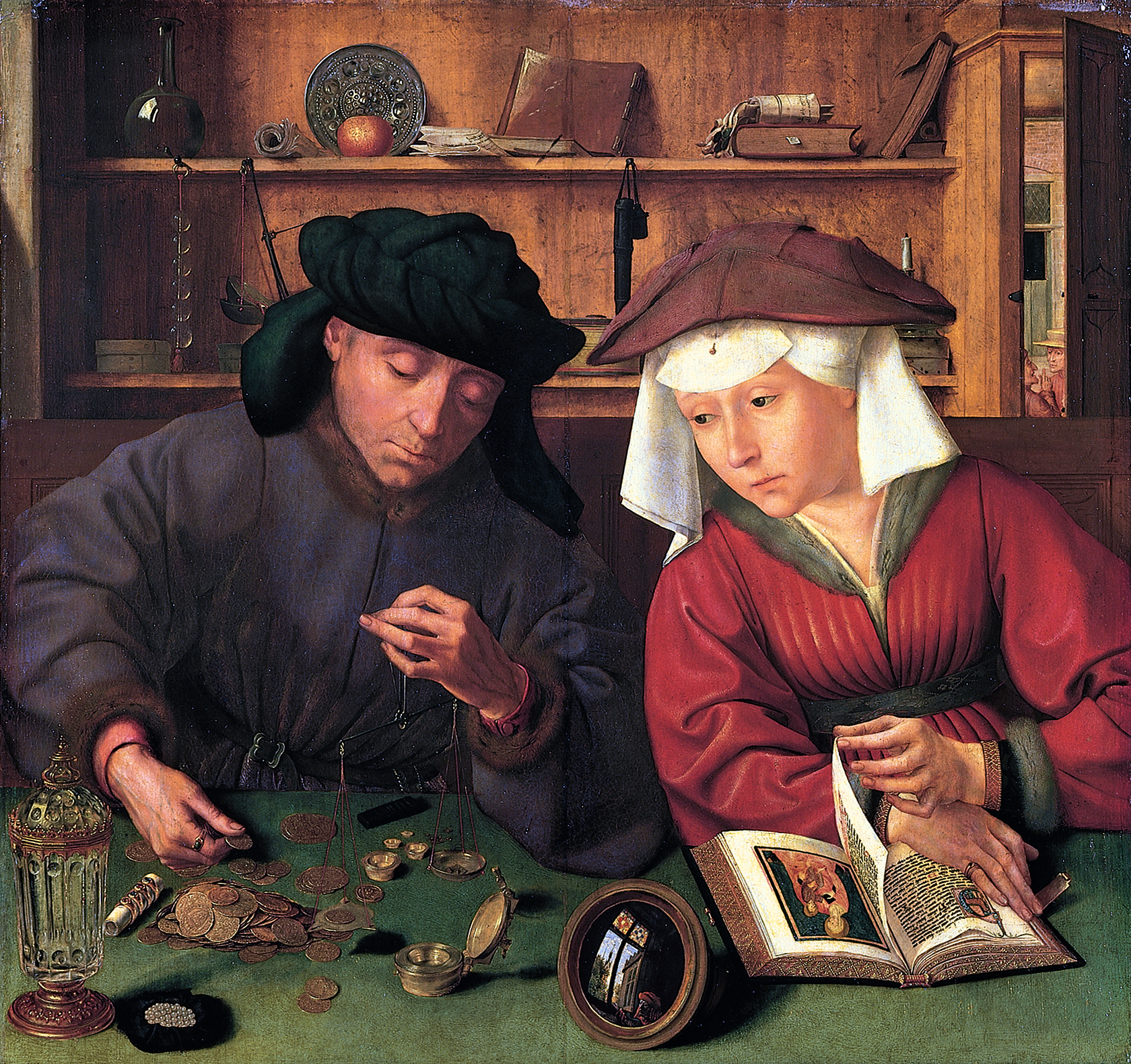
De goudweger en zijn vrouw, 1514, Louvre, Parijs

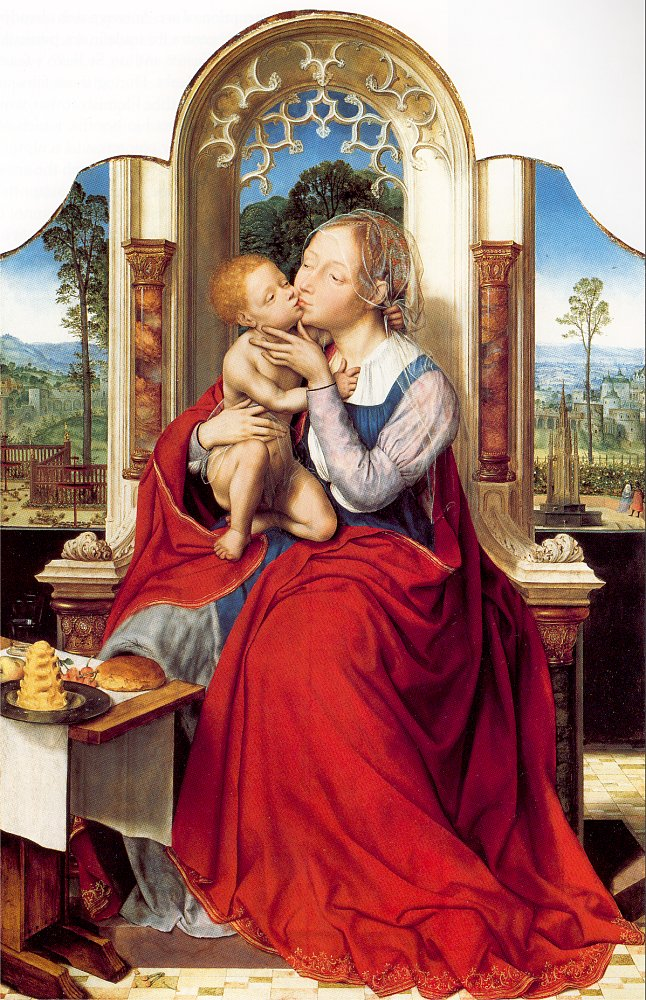
De maagd Maria, 1525, Staatliche Museen, Berlijn

Quinten Massijs (I), oorspronkelijk Quinten Metsys en Quinten ook gespeld als Kwinten of Quentin, Massijs als Matsijs, Matsys, Massys, Metsijs, Metsys, Messijs of Messys, (Leuven, ca. 1466 - Antwerpen, 1530) was een Zuid-Nederlands schilder. Hij wordt beschouwd als de laatste belangrijke vertegenwoordiger van de Vlaamse Primitieven. Massijs was ook een van de oprichters van de Antwerpse School.

## Leven en werk
Kunsthistorici zijn het niet eens over de opleiding die Massijs heeft genoten, omdat er geen documenten over zijn teruggevonden. Het zou kunnen dat hij zijn opleiding van Dirk Bouts heeft gekregen. Dit zou het meest aannemelijk zijn omdat beiden in Leuven woonden. Maar het is ook mogelijk dat Massijs het vak leerde in Brugge, in het atelier van Hans Memling. Nog anderen menen dat hij helemaal geen schildersopleiding heeft gevolgd en een autodidact was. Wél is zeker dat Massijs een volleerd schilder was toen hij 1491 als vrijmeester werd opgenomen in de registers van het Antwerpse Sint-Lucasgilde.
Hij schilderde vooral religieuze werken. Zijn creaties munten vooral uit in het coloriet (kleurgebruik) en uitgewogen composities. Hij wordt beschouwd als de eerste grote schilder van de Antwerpse School. In het begin leunde hij nog dicht aan bij de Vlaamse Primitieven, maar later vertoonden zijn werken toch trekjes van de renaissancestijl.
Zijn zonen Jan Massijs en Cornelis Massijs, kinderen uit zijn tweede huwelijk met Catharina Heyns, met wie hij nog acht andere kinderen had, waren ook kunstschilders, evenals zijn kleinzoon Quinten Massijs de Jongere, die naar hem werd genoemd.
Op de Handschoenmarkt voor de kathedraal van Antwerpen staat "de put van Quinten Metsijs", een waterput waarvan volgens de overlevering Massijs het smeedwerk zou hebben gemaakt, waarop bovenaan Silvius Brabo prijkt met de hand van Druon Antigoon. Massijs zou siersmeedkunst beoefend hebben vooraleer hij met schilderen begon.

## Religiositeit
Het rigoureus religieus gevoel waarvan kan gezegd worden dat het in hem sluimerde werd twee van zijn familieleden fataal. Zijn zuster Catharina en haar echtgenoot ondergingen in Leuven de straf voor wat toen werd beschouwd als een kapitale inbreuk: het lezen van de Bijbel; hij werd onthoofd en zij werd levend begraven op de Grote Markt.

## Postuum eerbetoon
Op de Handschoenmarkt in Antwerpen werd de grafsteen van Quinten Massijs aangebracht aan de gevel van de kathedraal. Tot 1617 was de huidige Handschoenmarkt het zogenaamde "stenen kerkhof", oftewel het kerkhof met grafzerken. Toen dit kerkhof in 1617 werd geruimd, werd de steen van Massijs gered door Cornelis van der Geest. Zo werd deze grafsteen het eerste burgerlijke monument in de stad Antwerpen.
In de provincie Antwerpen zijn zes straten naar hem genoemd: de Quinten Matsijslei en de Quinten Matsijsdoorgang te Antwerpen, de Quinten Matsijslei te Mortsel, de Quinten Matsijsstraat te Schoten, de Quinten Matsyslaan in Grobbendonk en de Quinten Matsijslaan in Rumst. In Leuven, zijn thuisstad, is er een plein naar hem vernoemd: het Quinten Metsysplein.
Aan de Amerikalei te Antwerpen staat een standbeeld van hem. Het oudste café der Nederlanden, vlak bij het Hendrik Conscienceplein in Antwerpen, draagt zijn naam.
De planetoïde (9569) Quintenmatsijs is naar hem genoemd. In het Neroalbum De Ring van Balderic (1987) komt het beeld op de Antwerpse Quinten Massijsput door een magische ring tot leven.

## Werken

### Genrestukken en portretten

#### Gesigneerde en gedateerde werken
- Portret van een oude man in profiel, 1513, Parijs, Musée Jacquemart-André
- De geldwisselaar en zijn vrouw, 1514, Parijs, Louvre
- Portret van een man, 1517, Karlsruhe, Staatliche Kunsthalle Karlsruhe

#### Toegeschreven werken
- Portret van een man en vrouw, Verenigd Koninkrijk, Collectie Lady Altrincham
- Portret van een man, 1486-1530, Amsterdam, particuliere collectie
- Portret van een man met kruik en doedelzak, 1500-1531, particuliere collectie
- Portret van een oude vrouw, 1500-1531, Oostenrijk, particuliere collectie
- Maria in aanbidding, na 1507, Los Angeles, Los Angeles County Museum of Art
- Portret van een man, 1509, Winterthur, Sammlung Oskar Reinhart 'Am Römerholz'
- Portret van een man met bloem, 1509, Chicago, Art Institute of Chicago
- Altaarstuk van het Schrijnwerkersambacht, 1511, Antwerpen, KKMSKA
- Portret van een groteske vrouw, 1514-1524, Londen, National Gallery
- Portret van een man, ca. 1514, New York, Metropolitan Museum of Art
- Portret van een oude man in profiel, 1514-1524, New York, particuliere collectie
- Portret van Desiderius Erasmus, 1517, Hampton, The Royal Collection
- Portret van Peter Gillis, 1517, Salisbury, Collection of Lord Radnor
- Portret van een vrouw in gebed, ca. 1520, New York, Metropolitan Museum of Art
- Christus aan het kruis met stichterspaar (1520), Antwerpen, Museum Fritz Mayer van den Bergh
- Portret van een man, ca. 1520, Zwitserland, collectie Mrs. H. Von Schulthess-Bodmer
- Portret van een man met brief in hand, ca. 1520, Berlijn, Staatliche Museen zu Berlin-Gemäldegalerie
- Portret van een man, ca. 1520-25, Frankfurt am Main, Städelsches Kunstinstitut
- De zot, ca. 1524-1530, New York, particuliere collectie J.S. Held
- Portret van Christian II van Denemarken, ca. 1525, Kroměříž, Aartsbisschoppelijk Paleis
- Ongelijke liefde, ca. 1525, Washington D.C., National Gallery of Art
- Portret van een kanunnik, ca. 1525-1530, Valduz, Liechtenstein Museum
- Portret van een man, eerste kwart 16de eeuw, New York, particuliere collectie
- Portret van een notaris, ca. 1526, Edinburgh, National Gallery of Scotland
- Portret van een man, 1527, Windsor, Windsor Castle
- Portret van een man, eerste helft 16de eeuw, Amsterdam, particuliere collectie
- Monumentale luchter (datum onbekend), Aarschot, Onze-Lieve-Vrouwekerk

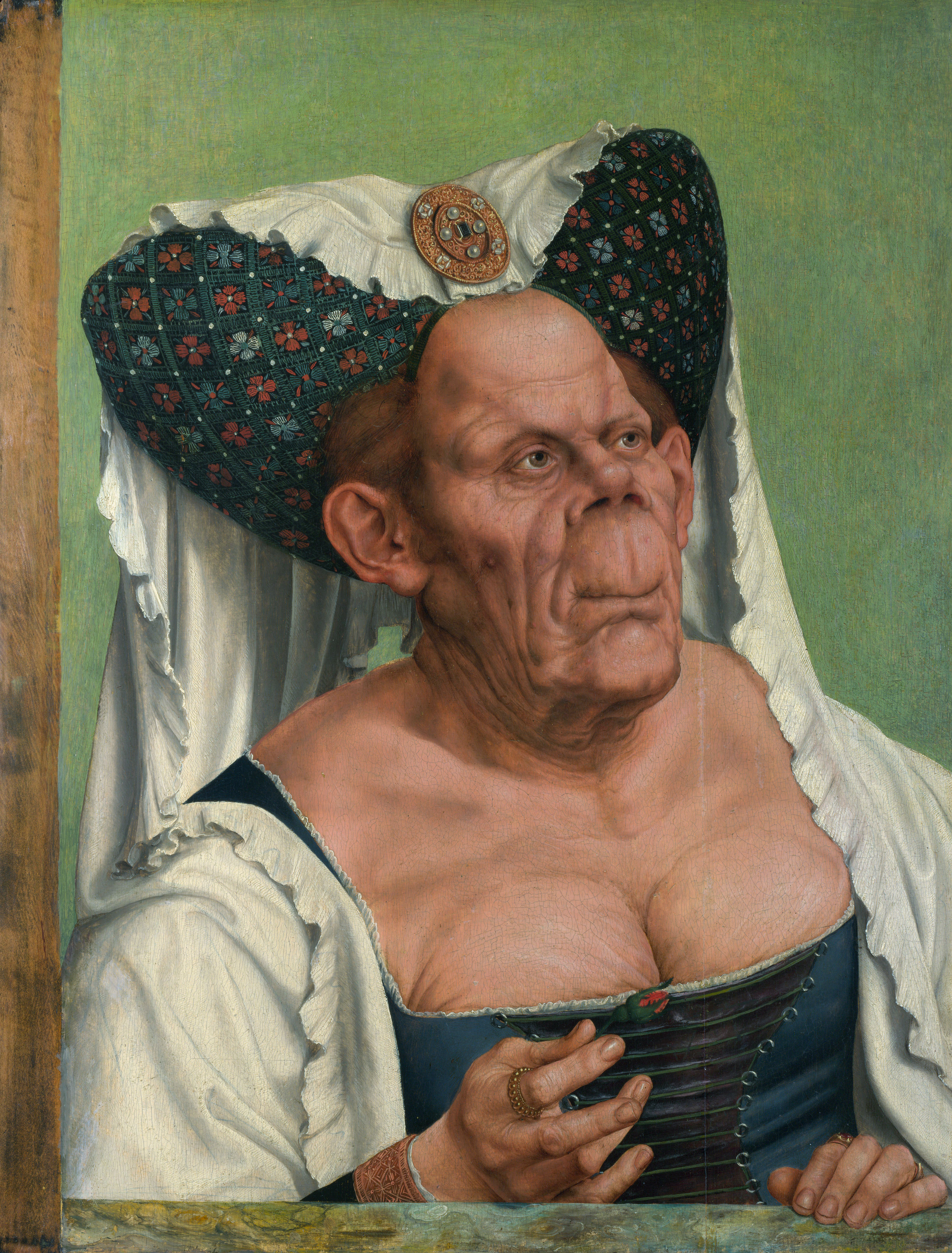
Portret van een groteske vrouw, 1514-1524, National Gallery, Londen
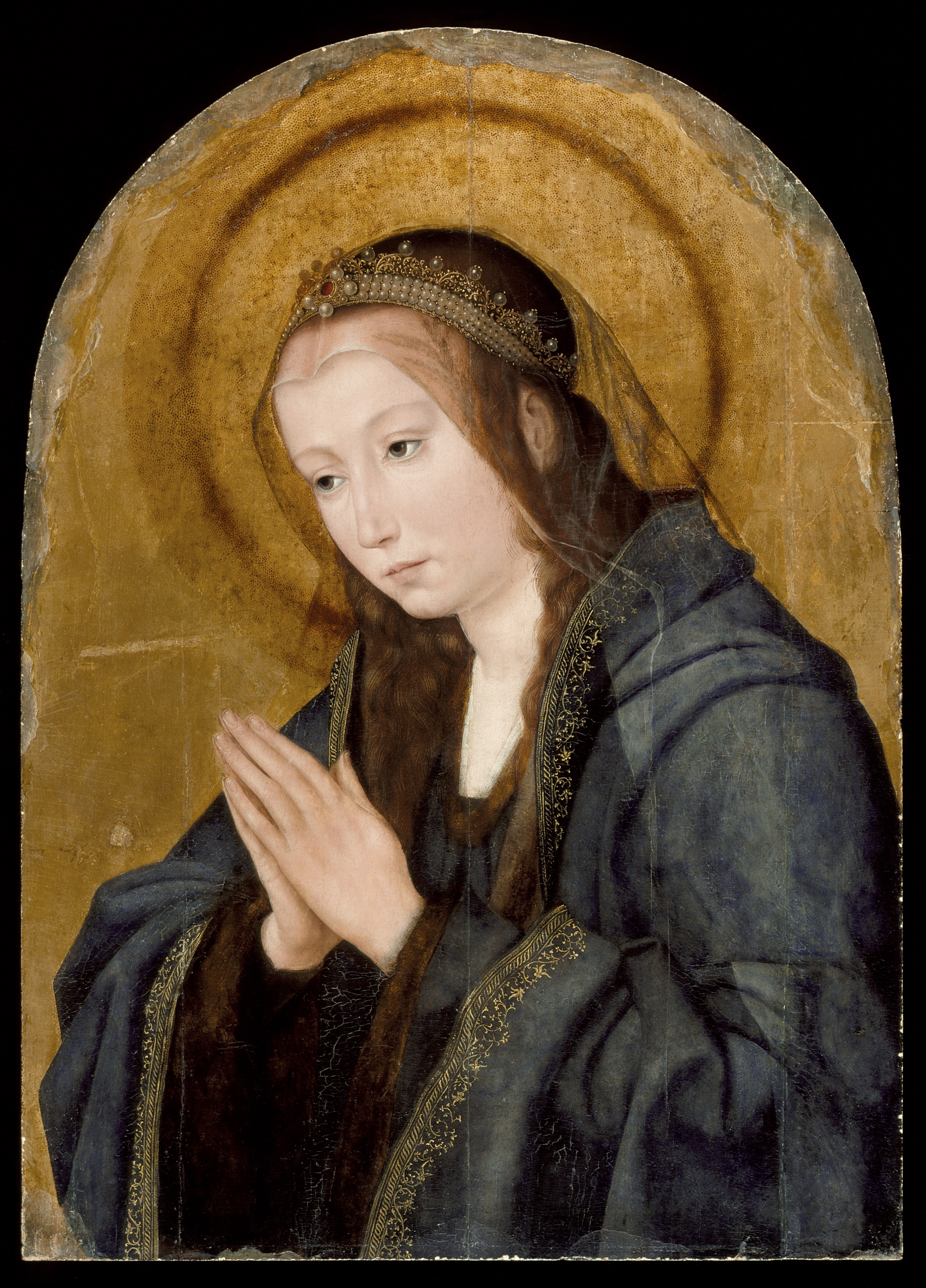
Maria in aanbidding, na 1507, Los Angeles County Museum of Art, Los Angeles
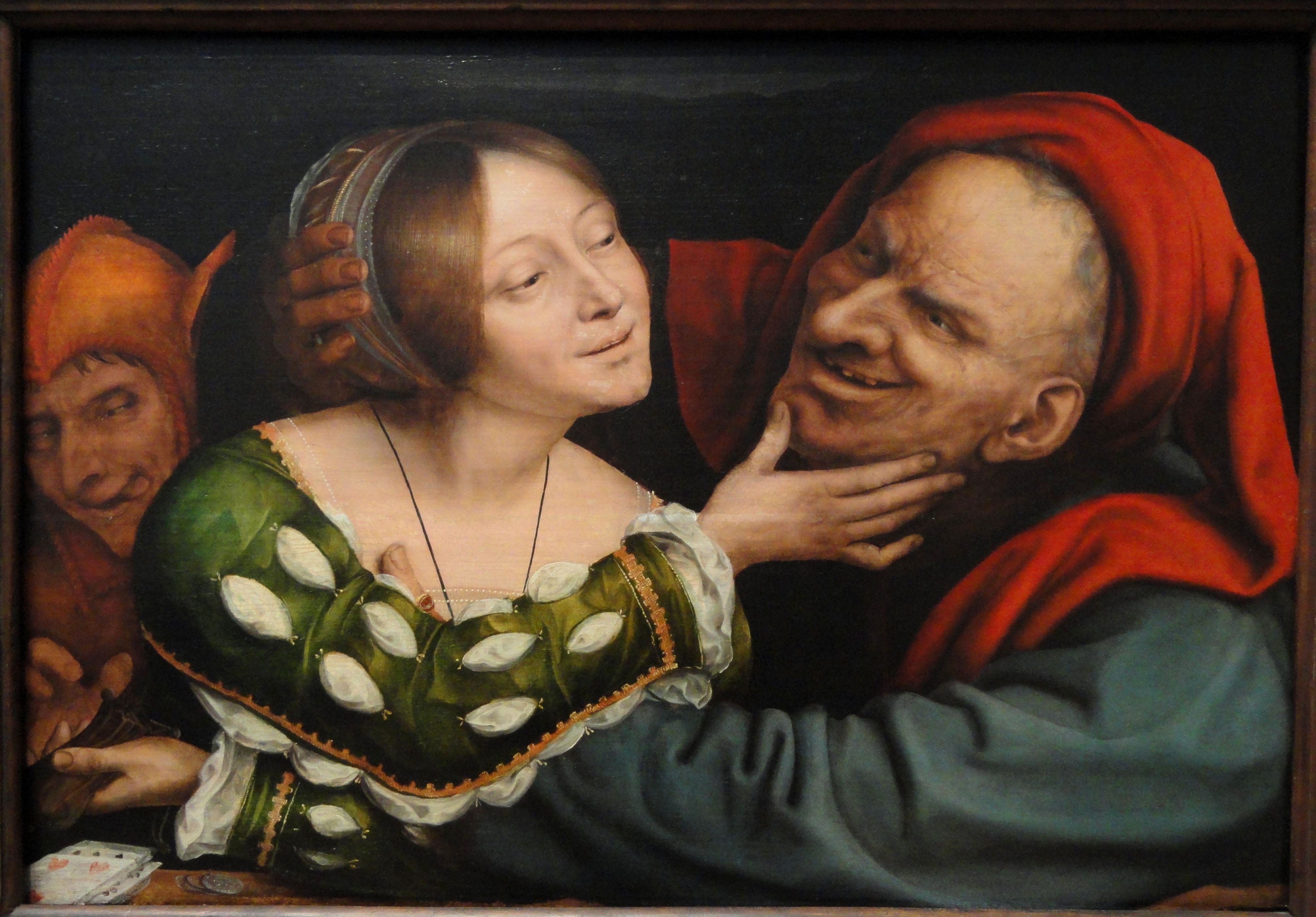
Ongelijke liefde, ca. 1525, National Gallery of Art, Washington D.C.
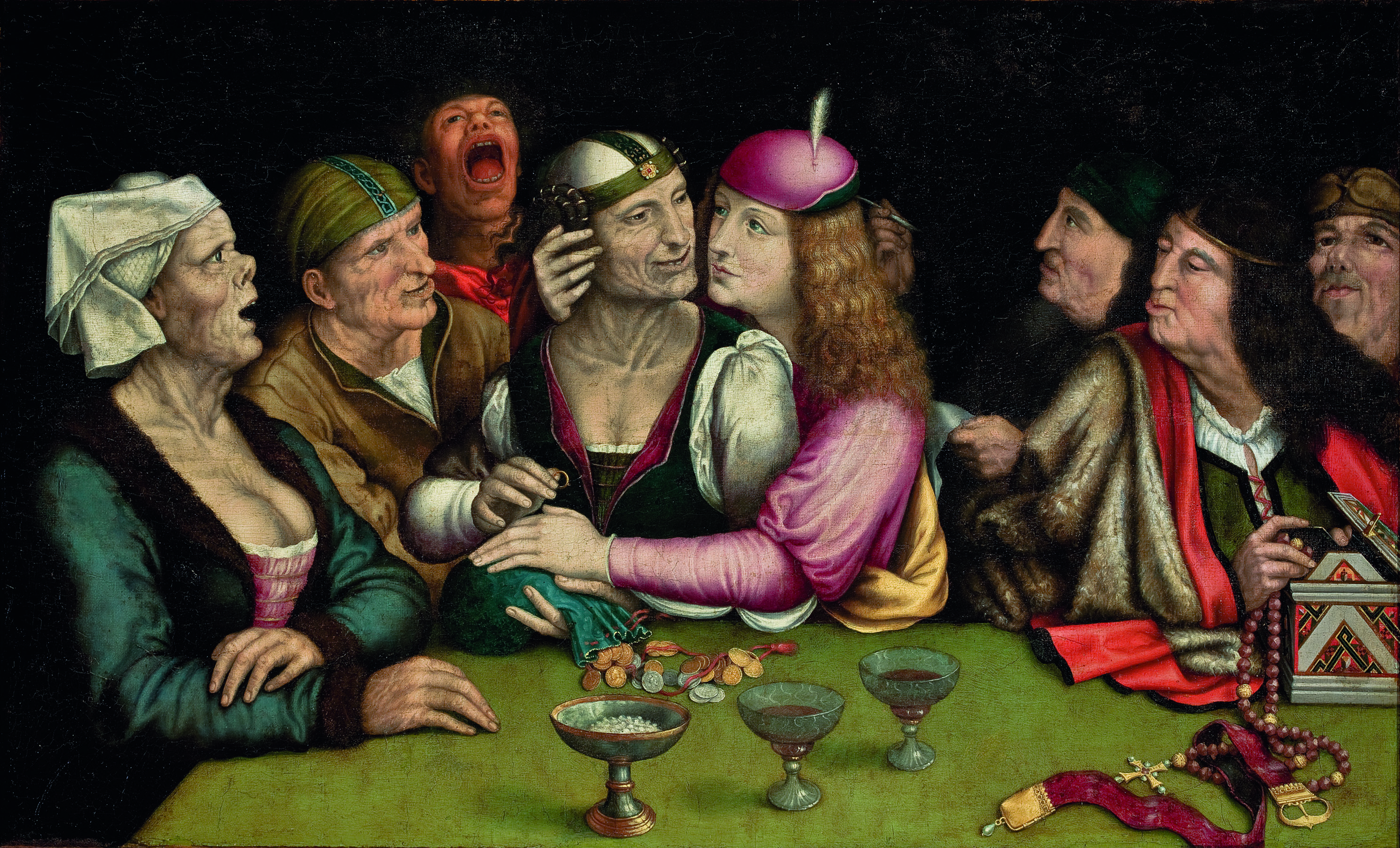
Ongelijke liefde, ca. 1525-1530, Museu de Arte de São Paulo, São Paulo

#### Kopieën naar Massijs
- Portret van Desiderius Erasmus (kopie), 1517 of later, Rome, Galleria Nazionale d'Arte Antica
- Portret van Peter Gillis (kopie), ca. 1520-1530, Antwerpen, KMSKA
- Portret van Peter Gillis (kopie), ca. 1520-1530, Parijs, Musée du Petit Palais
- Ongelijke liefde (kopie), ca. 1525-1530, São Paolo, Museu de Arte de São Paulo
- De bankier en zijn vrouw (kopie), 1591-1610, Brussel, KMSKB

- Biblioteca Nacional de España: XX938453
- Bibliothèque nationale de France: cb121915750 (data)
- Biografisch Portaal: 25209879
- Digitale Bibliotheek voor de Nederlandse Letteren: mats002
- Gemeinsame Normdatei: 118731610
- International Standard Name Identifier: 0000 0001 0875 5334
- KulturNav: 3a69ee00-5ed8-4048-894b-c29ff46d8767
- Library of Congress Control Number: n82270627
- Nationale Bibliotheek van Tsjechië: xx0131667
- Nationale bibliotheek van Australië: 35915796
- Nationale Bibliotheek van Israël: 987007396120505171
- Nationale Bibliotheek van Polen: a0000002599236
- Nederlandse Thesaurus van Auteursnamen: 07044675X
- Réseau des bibliothèques de Suisse occidentale: 02-A009068523
- RKD-Nederlands Instituut voor Kunstgeschiedenis: 53166
- LIBRIS: 267230
- SNAC: w69w0gf6
- Système universitaire de documentation: 030517117
- Trove: 1144357
- Union List of Artist Names: 500025017
- Virtual International Authority File: 17495748
- WorldCat: E39PCjGB7KRKYtGdmXc8c6c49C